# Jean-Antoine Neyret
Pour les articles homonymes, voir Neyret.
Ne doit pas être confondu avec Jean Neyret.
Jean-Antoine-Marie dit Jean Neyret, né le 10 octobre 1855 à Saint-Étienne et mort le 20 juin 1942  dans sa ville natale, est un industriel français qui a été maire de Saint-Étienne à deux reprises entre 1908 et 1919.
Jean Neyret est le deuxième fils et l’un des neuf enfants survivants du fabricant de rubans Jean-Baptiste Neyret (Saint-Étienne, 5 avril 1825 - 14 février 1889). Il fait des études secondaires au collège des Maristes de Saint-Chamond et était le seul bachelier de la famille. Il épouse, le 21 septembre 1881, Françoise-Clotilde Philip (Saint-Étienne, 29 mars 1856 – Saint-Étienne, 5 septembre 1921), fille d’un fabricant de rubans. Quatre enfants sont issus de cette union. Il achète à la fin du XIXe siècle la résidence de Bel-Air où il donne de grandes réceptions et constitue une collection importante de peintures.

## La carrière industrielle
Il commence sa carrière professionnelle comme directeur de la papeterie de Rioupéroux (Livet-et-Gavet), établissement fondé en 1870, dans l’Isère par son père sous la raison Jean-Baptiste Neyret. Son père se retire des affaires en 1881 et l’entreprise se transforme en société anonyme des papeteries de Rioupéroux et Pontcharra, d’une durée de 30 années, dont le siège est à Saint-Étienne. La gérance est confiée à Jean et à son frère cadet, Louis. En 1900, les papeteries disparaissent au profit de la S.A. L’Électrique qui prend le nom d’Usines de Rioupéroux, toujours présidé par Jean Neyret.
Il joue également un rôle important, d’une part, comme président du conseil d’administration des Houillères de Saint-Étienne et des Aciéries et Forges de Firminy, et d’autre part comme cofondateur de la société Pathé Frères : il préside, en effet, le conseil d’administration de la Compagnie générale des Phonographes cinématographes et Pellicules (1897-1901) et est administrateur de la Manufacture française d’appareils de précision (1898). Il est, enfin, le précurseur de la sidérurgie littorale par la création de l’aciérie des Dunes à Dunkerque.

## Maire de Saint-Étienne
Élu au conseil municipal, le 20 mai 1896, il siège jusqu’en 1919. Maire 19 juin 1908 puis par suite des élections partielles de 1909, il rentre dans la minorité mais après la démission collective de 1910, il reprend le fauteuil de maire jusqu’au 6 décembre 1919. Il a donc siégé 23 ans au conseil, ce qui est rare à Saint-Étienne.
Sous son administration, chacun des 4 cantons est dotée d’un établissement de bains-douches avec salle de gymnastique. Il fait poursuivre de 1914 à 1918 la construction du barrage de Lavalette. Au moment du renouvellement des concessions de gaz et électricité, il impose la construction d’une usine à l’Étivallière et obtient la suppression de celle de la rue de Roanne, au centre de la ville. Il a généralisé la distribution de l’électricité à usage d’éclairage. Il réussit à faire substituer chez les tisseurs de ruban la lampe électrique à la lampe à pétrole. Le petit peuple stéphanois l'a surnommé Jean la lampe. Il se retire de la vie active après le décès de son épouse en 1921, disparition qui l’a beaucoup affecté.